# Oskar Kosta
Oskar Kosta (eigentlich Oskar Chaim Kohn, geboren 23. November 1888 in Goltsch-Jenikau, Bezirk Deutschbrod, Königreich Böhmen; gestorben 4. Februar 1973 in Prag, Tschechoslowakei) war ein tschechoslowakischer Übersetzer, Dichter und Publizist, der auf Deutsch und Tschechisch schrieb. Er veröffentlichte auch unter den Pseudonymen Peter Pont und Oskar Senski.

## Leben
1897 zog seine jüdische Familie nach Prag, wo er das Gymnasium und anschließend die Philosophische Fakultät der Deutschen Karl-Ferdinands-Universität abschloss. 1912 promovierte er zum Doktor der Philosophie, arbeitete dann bis 1939 als Lehrer an deutschen Gymnasien in Prag (darunter dem Stephansgymnasium), als Dichter, Übersetzer sowie als Korrespondent für die Zeitschrift Sozialdemokrat, das Zentralorgan der DSAP. Er bewegte sich in den Kreisen der Prager deutschen Literatur und übersetzte zahlreiche Werke der tschechischen Literatur, darunter Vladislav Vančura und František Hrubín.
1936 änderte er seinen Namen von Kohn in Kosta. Nach der deutschen Besetzung der Tschechoslowakei gelang ihm Mitte 1939 die Emigration nach Großbritannien, wo er als Privatlehrer für Fremdsprachen arbeitete und 1940 dort zum zweiten Mal heiratete. 1942 trat er als Sachbearbeiter in die Erziehungs- und Unterrichtsabteilung des Exil-Innenministeriums ein, wo er bis Kriegsende blieb. 
Nach der Rückkehr aus dem Exil wurde er Mitglied der Kommunistischen Partei der Tschechoslowakei (KSČ) und nahm eine Stelle im Informationsministerium unter Václav Kopecký an, wo er als Leiter der Presseabteilung für ausländische Journalisten sowie als zweiter stellvertretender Leiter der Presseabteilung arbeitete. Er war außerdem Mitarbeiter des deutschsprachigen Propagandablatts Aufbau und Frieden. Er wurde im September 1949, in der Zeit vor den Slánský-Schauprozessen, im Zuge der Noel-Field-Affäre verhaftet. Nach seiner Festnahme erlitt er einen Nervenzusammenbruch, unternahm einen Suizidversuch und verbrachte einen Teil seiner Untersuchungshaft in der Psychiatrie in Prag-Bohnice.
Am 19. September 1951 wurde er zu zwei Jahren Gefängnis verurteilt, die er bereits in Untersuchungshaft abgesessen hatte. Die Straftaten wurden im November 1956 erneut vor dem Landgericht Prag verhandelt. Im Urteil wurde er vom Vorwurf der fahrlässigen Wahrung von Staatsgeheimnissen freigesprochen und 1963 rehabilitiert.
Kostas älterer Sohn war der Wirtschaftswissenschaftler Jiří Kosta, sein jüngerer Sohn der Verleger Tomáš Kosta (1925–2016). Sein Enkel ist der Slawist Peter Kosta.